# Jang In-sub
Jang In-sub (hangul: 장인섭), es un actor y actor de teatro surcoreano.

## Biografía
Estudió en el "National High School of Traditional Arts" (hangul: 국립전통예술고등학교) y en la Universidad Nacional de Artes de Corea (inglés: Korea National University of Arts, hangul: 한국예술종합학교) de donde se graduó en artes escénicas.

## Carrera
Es miembro de la agencia "G-Tree Creative".
En el 2014 se unió al elenco recurrente de la serie God's Gift: 14 Days donde dio vida al gerente de Tae-oh (No Min-woo).
El 22 de octubre del mismo año apareció en la película A Hard Day donde interpretó al oficial de la policía Lee Dong-yun.
En abril del 2015 se unió al elenco recurrente de la serie Who Are You: School 2015 donde dio vida a Seong Yoon-jae, un estudiante de la clase 2-3.
En febrero del 2016 se unió al elenco recurrente de la serie Happy Home donde interpretó a Bong Man-ho, un miembro de la familia Bong y el descuidado esposo de Han Mi-soon (Kim Ji-ho).
En mayo del mismo año se unió al elenco principal de la película Kissing Cousin donde dio vida a Tae Ok, un joven cuya prima Ah Ri (Bae So-eun), se enamora de él a los 13 años luego de conocerlo en una reunión familiar. El actor Moon Tae-gun (문태건) interpretó a Tae Ok de pequeño.
En septiembre del 2018 se unió al elenco recurrente de la serie Devilish Joy donde interpretó a Yang Woo-jin, el asistente del doctor Gong Ma-seong (Choi Jin-hyuk).
En julio del 2019 se unió al elenco recurrente de la serie Justice donde dio vida al jefe de la sección Choi, la mano derecha del presidente Song Woo-yong (Son Hyun-joo).
El 22 de noviembre del mismo año se unió al drama especial Understanding of Electric Shock donde interpretó a Kim Won-jae, un hombre que de repente rompe con su novia quien trabaja en la misma oficina que él.
En marzo del 2020 se unió al elenco recurrente de la serie Find Me in Your Memory (también conocida como "The Way He Remembers") donde dio vida a Park Soo-chang.

## Filmografía

### Series de televisión
| Año     | Título                             | Personaje          | Notas                           | Ref.          |
| ------- | ---------------------------------- | ------------------ | ------------------------------- | ------------- |
| 2011    | Special Affairs Team TEN           | Kim Yoon-seok      |                                 |               |
| 2013    | Special Affairs Team TEN Season 2  | Kim Yoon-seok      |                                 |               |
| 2014    | Angel's Revenge                    | -                  |                                 |               |
| 2014    | God's Gift: 14 Days                | Gerente de Tae-oh  |                                 |               |
| 2014    | 3 Days                             | Oficial de Policía |                                 |               |
| 2014    | What Happens to My Family?         | "The Sword"        |                                 |               |
| 2014    | Secret Door                        | Jang Dong-gi       |                                 | [ 7 ]         |
| 2015    | Who Are You: School 2015           | Seong Yoon-jae     |                                 |               |
| 2015    | Mrs. Cop                           | Fiscal Go          |                                 |               |
| 2015    | All About My Mom                   | Shin Jae-min       |                                 |               |
| 2016    | Happy Home                         | Bong Man-ho        |                                 |               |
| 2017    | Chief B and the Love Letter        | -                  | Drama Stage                     |               |
| 2017    | Two Cops                           | Ji Min-seok        | Ep. 22                          |               |
| 2018    | Queen of Mystery 2                 | Im Woo-cheol       |                                 |               |
| 2018    | Grand Prince                       | Doh Jeong-gook     |                                 |               |
| 2018    | Suits                              | Jang Seok-hyun     |                                 |               |
| 2018    | Devilish Joy                       | Yang Woo-jin       |                                 |               |
| 2019    | Justice                            | Jefe Choi          |                                 |               |
| 2019    | Understanding of Electric Shock    | Kim Won-jae        | Drama Special Season 10, un ep. | [ 8 ]         |
| 2020    | Find Me in Your Memory             | Park Soo-chang     |                                 |               |
| 2020    | Rugal                              | "Bradley"          |                                 |               |
| 2021-22 | Only One Person                    | Oh Jin-gyu         |                                 | [ 9 ]         |
| 2021-22 | Snowdrop                           | Lee Eung-chul      |                                 | [ 10 ] [ 11 ] |
| 2024    | El romance de medianoche en hagwon | Yoon Ji-seok       |                                 | [ 12 ]        |
| 2025    | The Art of Negotiation             | Cha Ho-jin         |                                 | [ 13 ]        |

### Películas
| Año  | Título                    | Personaje                  | Notas                                                                                         | Ref.   |
| ---- | ------------------------- | -------------------------- | --------------------------------------------------------------------------------------------- | ------ |
| 2013 | 사형극장                  | -                          | (corto)                                                                                       |        |
| 2013 | Hwayi: A Monster Boy      | Det. Chang-Ho              | junto a Kim Yoon-seok, Yeo Jin-goo, Cho Jin-woong, Kim Sung-kyun y Park Hae-joon              |        |
| 2013 | Steel Cold Winter         | Yeong Jae                  | junto a Kim Si-hoo, Kim Yoon-hye, Moon Chang-gil, Lee Jang-yoo, Woo Jung-gook y Park So-dam   |        |
| 2014 | 그날의밤                  | -                          | (corto)                                                                                       |        |
| 2014 | A Hard Day                | Lee Dong-yun               | junto a Lee Sun-kyun, Cho Jin-woong, Shin Jung-geun, Jung Man-sik, Shin Dong-mi y Park Bo-gum |        |
| 2014 | No Tears for the Dead     | Equipo Delitos Financieros | junto a Jang Dong-gun, Kim Min-hee, Brian Tee, Seo Hyun-woo, Lee Kyu-hyung y Lee Kyung-hun    |        |
| 2015 | Made in China             | -                          | junto a Park Ki-woong, Han Chae-ah, Yoo Jae-myung, Lim Hwa-young, y Kim Yoon-tae              |        |
| 2015 | The Phone                 | Jefe de Depto. Kim         | junto a Son Hyun-joo, Uhm Ji-won, Bae Seong-woo, Hwang Bo-ra, Roh Jeong-eui y Jo Dal-hwan     |        |
| 2015 | Fatal Intuition (The Guy) | Detective                  | junto a Joo Won, Yoo Hae-jin, Lee Yoo-young, Ryu Hye-young y Lee Jun-hyeok                    |        |
| 2016 | Love, Lies                | Hong Seok                  | junto a Han Hyo-joo, Chun Woo-hee, Yoo Yeon-seok, Park Sung-woong y Kim Young-min             |        |
| 2016 | Kissing Cousin            | Tae Ok                     | junto a Bae So-eun, Cho Soo-hyang, Joo Ye-rin, Kim Ja-young y Choi Dae-sung                   |        |
| 2017 | Coffee Noir: Black Brown  | Jae Eung                   | junto a Cho Soo-hyang, Bae So-eun, Kang Ki-doong, Kim Ja-young y Kim Hae-in                   |        |
| 2017 | The Merciless             | Min Chul                   | junto a Sol Kyung-gu, Im Si-wan, Lee Ji-hoon, Kim Sung-oh, Nam Ki-ae y Lee Dong-yong          | [ 14 ] |
| 2023 | Boksoon debe morir        |                            | junto a Jeon Do-yeon, Sol Kyung-gu, Esom y Koo Kyo-hwan                                       |        |

### Teatro
| Año  | Título         | Personaje | Notas |
| ---- | -------------- | --------- | ----- |
| 2012 | 달나라 연속극  | -         |       |
| -    | 해무           | -         |       |
| -    | 서울 1964 겨울 | -         |       |

### Musicales
| Año         | Título        | Personaje | Notas |
| ----------- | ------------- | --------- | ----- |
| 2009 - 2010 | 피크를 던져라 | -         |       |

## Premios y nominaciones
| Año  | Categoría                    | Premio               | Trabajo    | Resultado |
| ---- | ---------------------------- | -------------------- | ---------- | --------- |
| 2016 | Best New Actor (남자 신인상) | 36th MBC Drama Award | Happy Home | Nominado  |